# 5-Фтороротовая кислота
5-Фтороротовая кислота (5ФОК) — фторированное производное предшественника пиримидинов, оротовой кислоты. Используется в генетике дрожжей для селекции клеток, у которых отсутствует или подавлен ген URA3, кодирующий фермент оротодин-5'-фосфатдекарбоксилазу, который декарбоксилирует 5-фтороротувую кислоту с образованием токсичного метаболита 5-фторурацила.